# Aristolochia embergeri
Aristolochia embergeri là một loài thực vật có hoa trong họ Aristolochiaceae. Loài này được Nozeran & N.Hall mô tả khoa học đầu tiên năm 1964.